# Ingrid Gamarra Martins
Ingrid Gamarra Martins (ur. 22 sierpnia 1996 w Rio de Janeiro) – brazylijska tenisistka.

## Kariera tenisowa
31 stycznia 2022 roku zajmowała najwyższe miejsce w rankingu singlowym WTA Tour – 448. pozycję, natomiast 24 lipca 2023 osiągnęła najwyższą lokatę w deblu – 56. miejsce.
W swojej karierze wygrała w czterech turniejach singlowych oraz w jedenastu turniejach deblowych rangi ITF.
W zawodach cyklu WTA Tour Brazylijka wygrała jeden turniej w grze podwójnej. Triumfowała też w jednym turnieju singlowym w cyklu WTA 125 – w 2022 roku w Montevideo w parze z Luisą Stefani.

## Finały turniejów WTA
| Legenda                   | Legenda |
| ------------------------- | ------- |
| Wielki Szlem              |         |
| Igrzyska olimpijskie      |         |
| WTA Tour Championships    |         |
| od 2021                   |         |
| WTA 1000 (obowiązkowe)    |         |
| WTA 1000 (nieobowiązkowe) |         |
| WTA 500                   |         |
| WTA 250                   |         |
| WTA 125                   |         |

### Gra podwójna 3 (2–1)
| Końcowy wynik | Nr | Data             | Turniej                  | Nawierzchnia | Partnerka        | Przeciwniczki                    | Wynik finału   |
| ------------- | -- | ---------------- | ------------------------ | ------------ | ---------------- | -------------------------------- | -------------- |
| Finalistka    | 1. | 27 maja 2023     | Rabat                    | Ceglana      | Lidzija Marozawa | Sabrina Santamaria Jana Sizikowa | 6:3, 1:6, 8–10 |
| Zwyciężczyni  | 1. | 2 lipca 2023     | Bad Homburg vor der Höhe | Trawiasta    | Lidzija Marozawa | Eri Hozumi Monica Niculescu      | 6:0, 7:6(3)    |
| Zwyciężczyni  | 2. | 3 listopada 2024 | Mérida                   | Twarda       | Quinn Gleason    | Magali Kempen Lara Salden        | 6:4, 6:4       |

## Finały turniejów WTA 125

### Gra podwójna 6 (3–3)
| Końcowy wynik | Nr | Data              | Turniej      | Nawierzchnia | Partnerka        | Przeciwniczki                      | Wynik finału      |
| ------------- | -- | ----------------- | ------------ | ------------ | ---------------- | ---------------------------------- | ----------------- |
| Zwyciężczyni  | 1. | 26 listopada 2022 | Montevideo   | Ceglana      | Luisa Stefani    | Quinn Gleason Elixane Lechemia     | 7:5, 6:7(6), 10–6 |
| Finalistka    | 1. | 17 maja 2024      | Parma        | Ceglana      | Elixane Lechemia | Irina Chromaczowa Anna Danilina    | 1:6, 2:6          |
| Finalistka    | 2. | 17 sierpnia 2024  | Barranquilla | Twarda       | Quinn Gleason    | Jessica Failla Hiroko Kuwata       | 6:4, 6:7(2), 7–10 |
| Zwyciężczyni  | 2. | 7 września 2024   | Montreux     | Ceglana      | Quinn Gleason    | María Lourdes Carlé Simona Waltert | 6:3, 4:6, 10–7    |
| Finalistka    | 3. | 7 czerwca 2025    | Bari         | Ceglana      | Quinn Gleason    | Marija Kozyriewa Iryna Szymanowicz | 6:3, 4:6, 7–10    |
| Zwyciężczyni  | 3. | 15 czerwca 2025   | Grado        | Ceglana      | Quinn Gleason    | Veronika Erjavec Dominika Šalková  | 6:2, 5:7, 10–5    |

## Finały turniejów ITF
| turnieje z pulą nagród 100 000 $ (W100) |
| turnieje z pulą nagród 80 000 $ (W80)   |
| turnieje z pulą nagród 60 000 $ (W75)   |
| turnieje z pulą nagród 40 000 $ (W50)   |
| turnieje z pulą nagród 25 000 $ (W35)   |
| turnieje z pulą nagród 15 000 $ (W15)   |
| turnieje z pulą nagród 10 000 $         |

### Gra pojedyncza 7 (4–3)
| Rezultat     |    | Data       | Turniej    | ($)    | Naw.    | Przeciwniczka         | Wynik            |
| Finalistka   | 1. | 02/10/2016 | Charleston | 10 000 | Ceglana | Nicole Coopersmith    | 3:6, 4:6         |
| Zwyciężczyni | 1. | 07/07/2019 | Cancún     | 15 000 | Twarda  | Thaisa Grana Pedretti | 7:6(3), 7:6(4)   |
| Zwyciężczyni | 2. | 18/08/2019 | Cancún     | 15 000 | Twarda  | Emilie Lindh          | 6:1, 6:3         |
| Zwyciężczyni | 3. | 02/02/2020 | Cancún     | 15 000 | Twarda  | Taylor Ng             | 6:3, 6:2         |
| Zwyciężczyni | 4. | 09/02/2020 | Cancún     | 15 000 | Twarda  | Verena Meliss         | 6:7(4), 7:5, 6:4 |
| Finalistka   | 2. | 27/09/2020 | Porto      | 15 000 | Twarda  | Beatriz Haddad Maia   | 3:6, 2:6         |
| Finalistka   | 3. | 05/09/2021 | Monastyr   | 15 000 | Twarda  | Moyuka Uchijima       | 1:6, 4:6         |

### Gra podwójna 22 (11–11)
| Rezultat     |     | Data       | Turniej               | ($)      | Naw.     | Partnerka                | Przeciwniczki                                 | Wynik             |
| Finalistka   | 1.  | 11/04/2014 | São José do Rio Preto | 10 000   | Ceglana  | Carolina Alves           | Maria Fernanda Alves Paula Cristina Gonçalves | 2:6, 0:6          |
| Finalistka   | 2.  | 20/06/2014 | Villa María           | 10 000   | Ceglana  | Eduarda Piai             | Sofía Luini Ana Madcur                        | 2:6, 6:4, 7–10    |
| Finalistka   | 3.  | 25/07/2014 | Campos do Jordão      | 15 000   | Twarda   | Carolina Alves           | Nathaly Kurata Giovanna Tomita                | 3:6, 2:6          |
| Zwyciężczyni | 1.  | 21/03/2015 | Ribeirão Preto        | 10 000   | Ceglana  | Wałerija Strachowa       | Melina Ferrero Carla Lucero                   | 6:0, 6:3          |
| Zwyciężczyni | 2.  | 30/07/2016 | Campos do Jordão      | 25 000   | Twarda   | Laura Pigossi            | Maria Fernanda Alves Luisa Stefani            | 6:3, 3:6, 10–8    |
| Zwyciężczyni | 3.  | 15/07/2017 | Campos do Jordão      | 15 000   | Twarda   | Camila Giangreco Campiz  | Nathaly Kurata Rebeca Pereira                 | 6:3, 7:6(1)       |
| Finalistka   | 4.  | 06/07/2019 | Cancún                | 15 000   | Twarda   | Eduarda Piai             | Hind Abdelouahid Marija Kozyriewa             | 6:7(0), 4:6       |
| Zwyciężczyni | 4.  | 13/07/2019 | Cancún                | 15 000   | Twarda   | Eduarda Piai             | Angela Kulikov Rianna Valdes                  | 6:7(1), 7:5, 11–9 |
| Zwyciężczyni | 5.  | 08/02/2020 | Cancún                | 15 000   | Ceglana  | Thaisa Grana Pedretti    | Werginija Czakarowa Eleonora Czakarowa        | 6:2, 6:2          |
| Zwyciężczyni | 6.  | 12/09/2020 | Figueira da Foz       | 25 000+H | twarda   | Beatriz Haddad Maia      | Jacqueline Cabaj Awad Inês Murta              | 7:5, 6:1          |
| Finalistka   | 5.  | 17/10/2020 | Funchal               | 15 000   | Twarda   | Beatriz Haddad Maia      | Arianne Hartono Eva Vedder                    | 6:4, 1:6, 7–10    |
| Zwyciężczyni | 7.  | 06/03/2021 | Antalya               | 15 000   | Ceglana  | Jessie Aney              | Jang Su-jeong Park So-hyun                    | 6:2, 6:2          |
| Finalistka   | 6.  | 10/07/2021 | Lizbona               | 25 000   | Twarda   | Ma Shuyue                | Han Na-lae Momoko Kobori                      | 3:6, 1:6          |
| Zwyciężczyni | 8.  | 17/07/2021 | Almada                | 15 000   | Twarda   | Olga Parres Azcoitia     | Océane Babel Lucie Nguyen Tan                 | 4:6, 6:3, 10–8    |
| Zwyciężczyni | 9.  | 28/08/2021 | Monastyr              | 15 000   | Twarda   | Jazmín Ortenzi           | Sakura Hondo Yuka Hosoki                      | 6:2, 6:0          |
| Finalistka   | 7.  | 04/09/2021 | Monastyr              | 15 000   | Twarda   | Jazmín Ortenzi           | Ma Yexin Moyuka Uchijima                      | 2:6, 6:2, 6–10    |
| Finalistka   | 8.  | 30/01/2022 | Florianópolis         | 25 000   | Twarda   | Jessie Aney              | Andrea Gámiz Sofia Sewing                     | 6:7(2), 4:6       |
| Finalistka   | 9.  | 14/05/2022 | Osijek                | 25 000   | Ceglana  | Jessie Aney              | Mana Kawamura Funa Kozaki                     | 3:6, 6:2, 8–10    |
| Finalistka   | 10. | 25/06/2022 | Cantanhede            | 25 000   | Dywanowa | Emily Webley-Smith       | Jessy Rompies Olivia Tjandramulia             | 2:6, 6:7(1)       |
| Zwyciężczyni | 10. | 02/12/2022 | Rio de Janeiro        | 60 000   | Ceglana  | Francisca Jorge          | Anna Rogers Christina Rosca                   | 6:4, 6:3          |
| Zwyciężczyni | 11. | 29/04/2023 | Oeiras                | 60 000   | Ceglana  | Fernanda Contreras Gómez | Jesika Malečková Renata Voráčová              | 6:3, 6:2          |
| Finalistka   | 11. | 19/10/2024 | Macon                 | 100 000  | Twarda   | Quinn Gleason            | Sophie Chang Katarzyna Kawa                   | 5:7, 4:6          |